# 나요 월러스
나요 월러스(Nayo Wallace, 1970년 12월 7일 ~ )는 미국의 배우, 연극 배우, 텔레비전 배우, 성우, 영화배우이다.
디트로이트에서 태어났다.

## 영화
- 스피드 레이서 (2008년) - 밍스 역